# Осеєвська (платформа)
Осеєвська - зупинний пункт/пасажирська платформа хордової лінії Митищі - Фрязево Ярославського напрямку Московської залізниці. Розташована у Щолковському районі Московської області.
Названа по імені села Осєеєво Щолковського району Московської області, проте географічно розташована у селі Соколово. Осеєво же знаходиться за 4 км на північ від платформи.
Не обладнана турнікетами. Квиткові каси розташовані на платформі «на Москву». Графік роботи на жовтень 2013: по буднях 6: 30-16: 00, перерва 11-11: 30; субота, неділя - вихідний.
Час руху від Москва-Пасажирська-Ярославська - близько 1 години 15 хвилин, від станції Фрязево - близько 30 хвилин.